# Sigari Fonseca
Fonseca è una marca di sigari cubani.

## Storia
La marca fu fondata nel 1891 da Francisco Fonseca. Inizialmente l'azienda era specializzata nella produzione di sigari di alta fascia in quantità limitate e per clienti importanti. L'azienda ebbe rapidamente successo grazie anche a due innovazioni introdotte dal fondatore. In primo luogo il celebre tubo metallico di latta con cui oggi vengono confezionati gran parte dei sigari cubani e in secondo luogo la scelta di avvolgere i propri prodotti in una striscia di fine carta velina bianca proveniente dal Giappone, conferendo al sigaro un aspetto inconfondibile.
Dopo la morte del fondatore nel 1929 per infarto la fabbrica è stata portata avanti dalla moglie, che promosse la fusione del marchio con le fabbriche di T. Castañeda e G. Montero, dando origine pertanto alla Castañeda, Montero, Fonseca SA.
In seguito alla nazionalizzazione voluta da Fidel Castro l'azienda è passato sotto il controllo dello Stato e negli anni novanta sotto la società appositamente creata Habanos.

## Nella cultura di massa
- Il poeta spagnolo Federico García Lorca menziona la "testa bionda di Fonseca" (la rubia cabeza de Fonseca), insieme a "la rosa di Romeo y Julieta" nel suo poema "Son de Negros en Cuba" (Poeta a New York).

## Vitolas
- Cosaco - 5 "× 42 (137 × 16,67 millimetri)
- Delicia - 4 "× 40 (124 × 15,88 millimetri)
- No. 1 - 6 "× 44 (162 × 17,46 millimetri)
- KDT Cadete - 4 "× 36 (114 × 14,29 millimetri)